# Suciu de Jos, Maramureș
Suciu de Jos este un sat în comuna Suciu de Sus din județul Maramureș, Transilvania, România.

## Istoric
Prima atestare documentară: 1325 (poss. Zuchtu). 

## Etimologie
Etimologia numelui localității: din n.fam. Suciu (< subst. suci „blănar, cojocar" < magh. szűcs „blănar”) + de + Jos. 

## Demografie
La recensământul din 2011, populația era de 1.073 locuitori. 

## Imagini

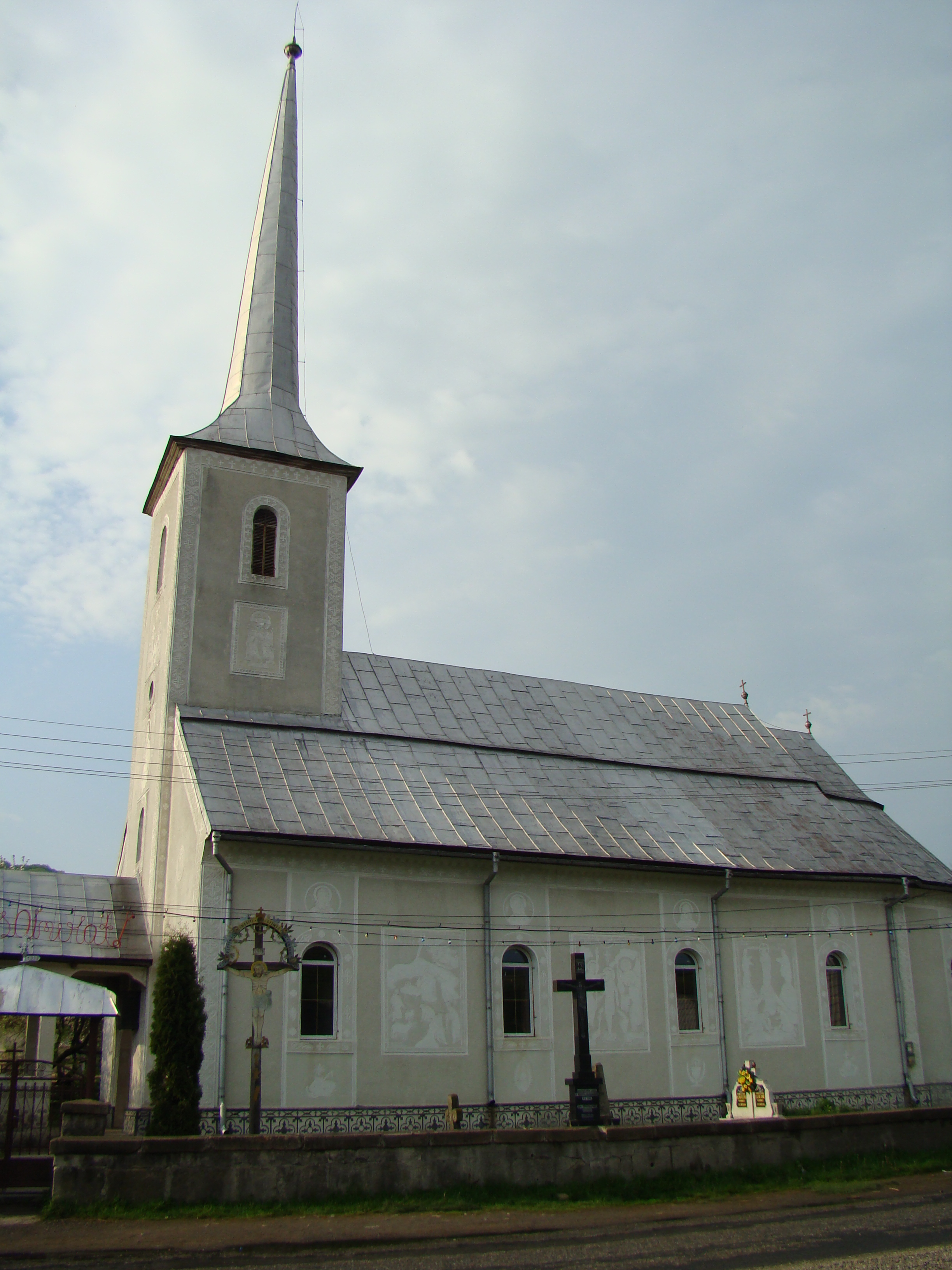
Biserica greco-catolică
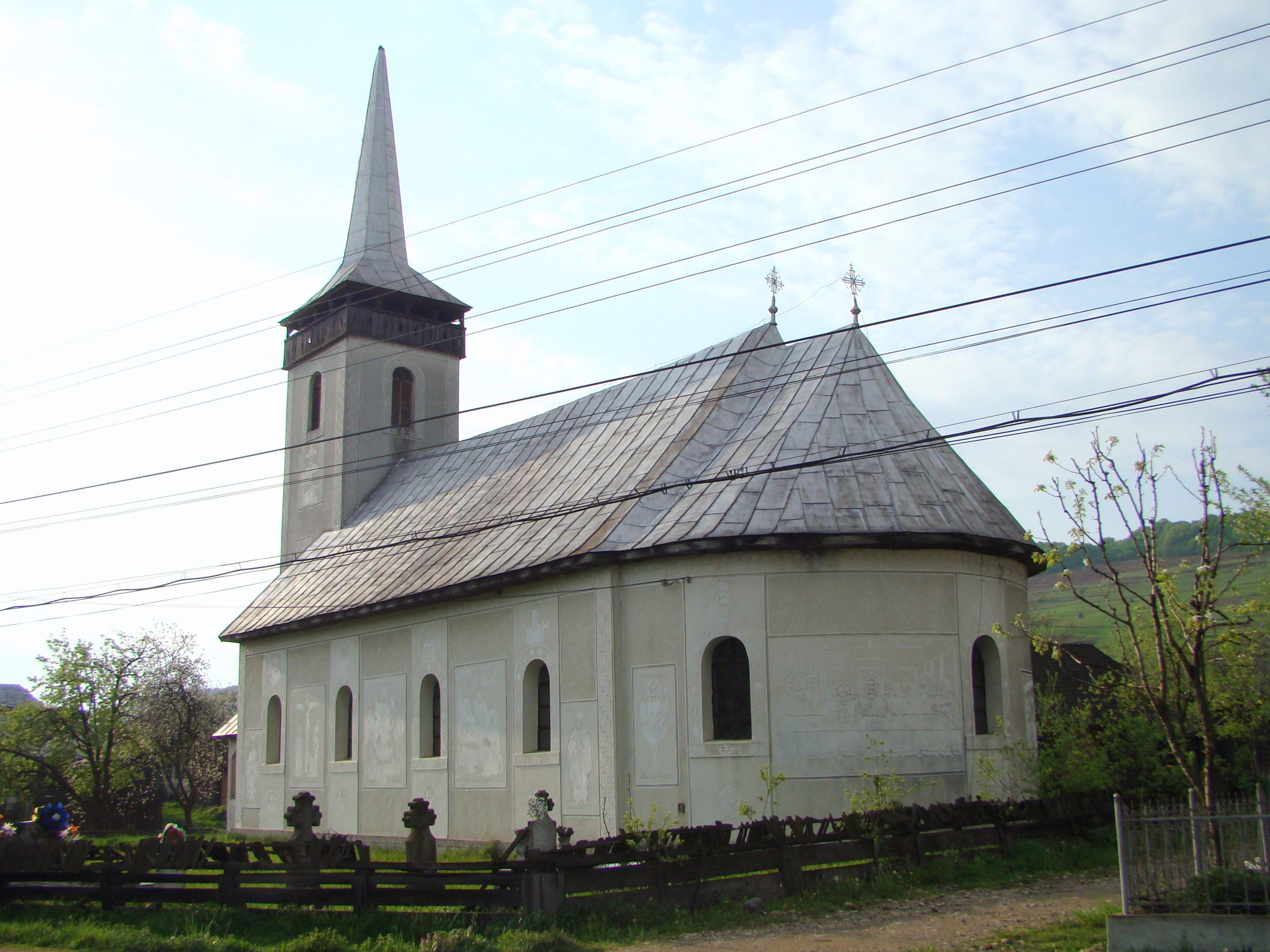
Biserica ortodoxă